# Aphyosemion elberti
Aphyosemion elberti är en fiskart som först beskrevs av Ahl 1924.  Aphyosemion elberti ingår i släktet Aphyosemion och familjen Nothobranchiidae. IUCN kategoriserar arten globalt som livskraftig. Inga underarter finns listade i Catalogue of Life.